# Gewöhnliche Vieraugenbeutelratte
Die Gewöhnliche Vieraugenbeutelratte (Philander canus) ist eine südamerikanische Beutelsäugerart aus der Gattung der Vieraugenbeutelratten (Philander). Sie ist im tropischen Südamerika weit verbreitet. Nachweise der Art gibt es aus Brasilien, Kolumbien, Venezuela, dem ostandinen Peru, dem bolivianischen Tiefland, aus Paraguay und aus dem Norden Argentiniens (Provinzen Chaco und Formosa).

## Merkmale
Die Gewöhnliche Vieraugenbeutelratte hat ein sehr kurzes Rückenfell. Die Haare sind maximal 14 mm lang. Das Fell ist einfarbig grau ohne einen dunkleren Streifen auf der Mitte des Rückens. Das Bauchfell ist weißlich, cremefarbenen oder hell braungelb. Die Schnurrhaare sind an der Basis hell und an der Spitze schwärzlich. An der Ohrbasis zeigt sich oft ein heller Fleck. Die Oberseite der Hinterfüße ist hell. Das hintere Viertel des Schwanzes ist unbehaart, beschuppt und weiß gefärbt. Der Zahnschmelz der oberen Molaren ist glatt.
Die Gewöhnliche Vieraugenbeutelratte und die Pebas-Vieraugenbeutelratte (P. pebas) sind die kleinsten Arten der Vieraugenbeutelratten. Genaue Angaben über die Kopfrumpflänge, die Schwanzlänge oder das Gewicht liegen bislang nicht vor. 
Im südlichen Venezuela kommt die Gewöhnliche Vieraugenbeutelratte sympatrisch mit der Schwarzen Vieraugenbeutelratte (P. andersoni) vor, im östlichen Peru und im westlichen Brasilien (Acre) zusammen mit McIlhennys Vieraugenbeutelratte (P. mcilhennyi) und im östlichen Peru mit der Pebas-Vieraugenbeutelratte.
Äußerlich ist die Gewöhnliche Vieraugenbeutelratte von der Schwarzen Vieraugenbeutelratte kaum zu unterscheiden ist aber deutlich kleiner. Die Hinterfüße der Schwarzen Vieraugenbeutelratte sind aber völlig schwarz, die der Gewöhnlichen Vieraugenbeutelratte auf der Oberseit mit hellem Fell bedeckt. Die Art ähnelt oberflächlich auch der Grauen Vieraugenbeutelratte (P. opossum), zu der sie lange Zeit als Unterart oder als Synonym gerechnet wurde. Beide sind auf der Rückenseite grau mit hellen Hinterfüßen. Die Gewöhnliche Vieraugenbeutelratte ist im Durchschnitt aber wesentlich kleiner. Bei der Gewöhnlichen Vieraugenbeutelratte ist das beschuppte, letzte Viertel des Schwanzes oder weniger weiß gefärbt, bei der Grauen Vieraugenbeutelratte ist es die Hälfte oder mehr. Weitere Unterschiede betreffen die Morphometrie des Schädels. Die Gewöhnliche Vieraugenbeutelratte ist auch kleiner als McIlhennys Vieraugen-Beutelratte, von der sie sich außerdem durch die Farbe des Rückenfells und die Form der Nase unterscheidet. Diese ist bei McIlhennys Vieraugen-Beutelratte länger und seitlich oft eingebuchtet. Das Rückenfell ist oft völlig schwarz.

## Lebensraum
Die Gewöhnliche Vieraugenbeutelratte kommt im Cerrado, im Chaco, im Pantanal, in den Llanos und im Amazonasbecken vor. In den trockenen Habitaten (Cerrado und Chaco), sowie in den Llanos ist die Art dabei anscheinend weitgehend auf die die Flüsse begleitenden immergrünen Galeriewälder beschränkt, und meidet reine Savannenbiotope oder Trockenwälder. Ob die Art im Amazonasbecken bestimmte Habitate bevorzugt ist bisher nicht bekannt. Da sie dort in weiten Gebieten zusammen mit der Schwarzen Vieraugenbeutelratte, McIlhennys Vieraugen-Beutelratte oder Pebas-Vieraugenbeutelratte vorkommt ist anzunehmen, dass die Arten verschiedene ökologische Ansprüche haben und in unterschiedlichen Lebensräumen anzutreffen sind.

## Systematik
Philander canus wurde im Jahr 1913 durch den US-amerikanischen Zoologen Wilfred Hudson Osgood erstmals beschrieben. Später wurde mit sie Grauen Vieraugenbeutelratte (Philander opossum) synonymisiert. Bei einer im Januar 2018 veröffentlichten Revision der Gattung Philander wurde Philander canus revalidiert, da sie sich sowohl morphometrisch als auch molekularbiologisch deutlich von Philander opossum unterscheidet. Philander mondolfii und Philander olrogi sind Synonymbeschreibungen der Art aus den 2000er Jahren.